# Antoine Molinier
Pour les articles homonymes, voir Molinier.
Antoine Molinier est un homme politique français né en 1762 et mort le 16 juin 1829 à Paris.

## Biographie
Homme de loi, il est administrateur du département, puis député de l'Aveyron de 1791 à 1792, siégeant dans la majorité. Il est nommé président du tribunal de Saint-Affrique en 1800.